# 남극 빙상

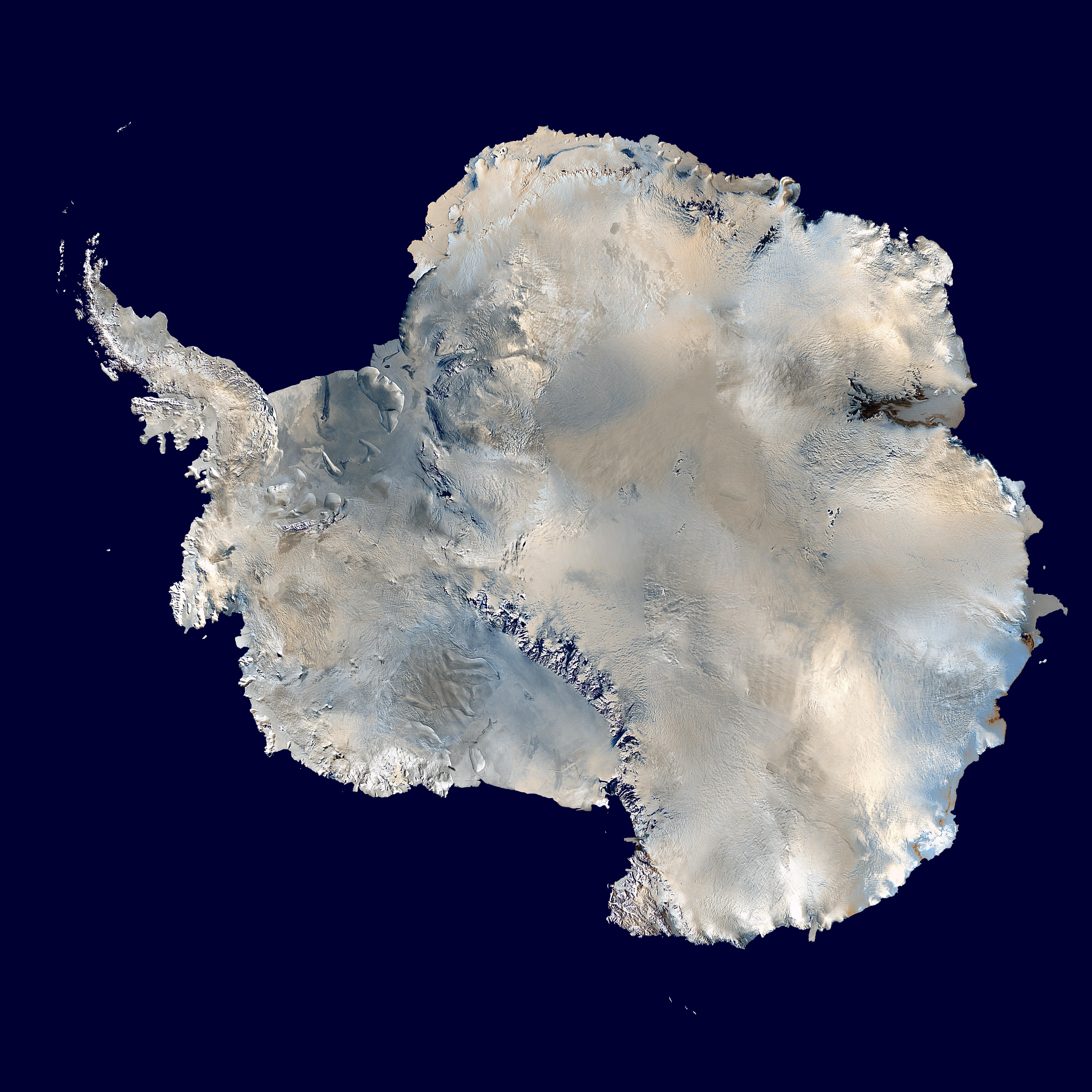
남극의 위성 합성 사진

남극 빙상은 지구의 2개의 극관 얼음 가운데 하나이다. 남극 대륙의 약 98%를 차지하며 지구 최대의 단일 얼음 덩어리이다.

## 이탈
1998년 남극대륙 동부를 뒤덮고 있는 한 거대한 빙원이 급격한 기온상승으로 균열을 일으키고 있음이 확인됐다. 두께가 최고 800m에 달하는 남극의 빙하층은 지난 수십년 간 지속적으로 떨어져 나갔다. 1940년대에 비해 남극기온이 평균 2.5도 상승한 것이 주원인으로 추정된다. 1998년에 떨어져 나간 것은 빙하층 '라르센 B'에 속한 얼음덩어리다. 위성사진 분석결과 가로세로 40×5km, 즉 200㎢가 깨져 나갔음이 확인됐다. 미국 콜로라도대학 'NSID(눈－얼음자료센터)' 등 연구기관들이 이번 위성사진에서 받은 충격은 크다. 200㎢ 얼음덩어리의 이탈이 라르센 B의 '최후의 시작'일 가능성이 높기 때문이다. 더불어 라르센 B의 면적이 미국 코네티컷주와 비슷한 약 130,000㎢로, 지난 20년 간 남극에서 떨어져 나간 빙하의 총면적을 가볍게 넘기 때문이다.  라르센 B는 남극대륙의 북단에 있는데, 이곳은 지구온난화에 가장 먼저 영향을 받는 지점이다. 결국 라르센 B가 지구환경 파괴를 측정하는 자연의 최전선계측기란 점에서, 남극의 한 빙하군이 아닌 지구전체 환경붕괴의 조짐으로 받아들여지고 있다. 따라서 남극의 빙하 붕괴와 관련해서 '해수면이 높아질 것'이란 우려가 일고 있다.

## 같이 보기
- 로스 빙붕
- 빙저호